# Lionard Pajoy
Lionard Fernando Pajoy Ortiz (Villa del Rosario, 7 giugno 1981) è un calciatore colombiano, attaccante dell'Alianza Univ..

## Palmarès

### Club

#### Competizioni nazionali
- Copa Colombia: 2

Deportivo Cali: 2010
Millonarios: 2011
- Lamar Hunt U.S. Open Cup: 1

D.C. United: 2013
- Campionato peruviano: 1

Alianza Lima: 2017
- Segunda División: 1

Alianza Universidad: 2024

### Individuale
- Capocannoniere della Copa Inca: 1

2015 (7 reti, alla pari con Maximiliano Giusti)